# Hemigaster fulva
Hemigaster fulva là một loài tò vò trong họ Ichneumonidae.